# Andy Ross
Andy Ross, né le 8 mars 1979 à Worcester (Massachusetts), est un musicien américain célèbre en tant que guitariste, claviériste et chanteur du groupe de rock OK Go depuis 2005. Il est à l'origine de son projet solo, Secret Dakota Ring, qui a publié des albums en 2004 et 2008. Il est également le cofondateur de Serious Business Records et d'une société de développement de jeux et téléphonie mobile nommée Space Inch, LLC.

## Biographie
Andy Ross a étudié à l'Université Columbia  et est devenu le bassiste du groupe Unsacred Hearts et le guitariste de DraculaZombieUSA. Il a aussi été le bassiste pour un bref moment au début des années 2000 du groupe indie Cold Memory.
En 2004, il sort un album, Do Not Leave The Baggage All The Way, avec son groupe solo Secret Dakota Ring.
Au début 2005, il devient membre de OK Go après avoir auditionné pour remplacer l'ancien guitariste et claviériste du groupe Andy Duncan, qui a quitté le groupe après que la production de leur deuxième album, Oh No, soit terminée.
En 2008, sort un deuxième album de Secret Dakota Ring, intitulé Cantarell.

## Discographie
Secret Dakota Ring a sorti deux albums studio :
- Do Not Leave Baggage All the Way (2004)
- Cantarell (2008)